# 森恪

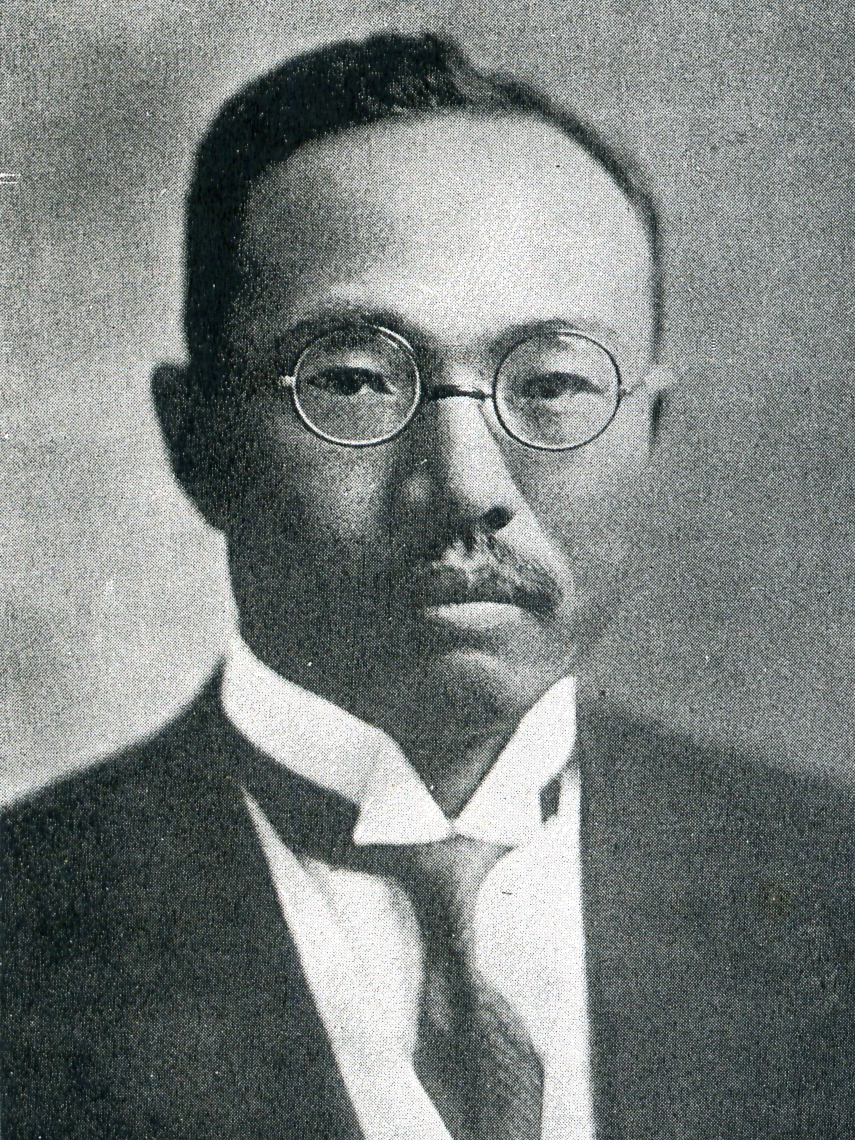
森恪

森恪（もり かく，1882年12月28日—1932年12月11日），日本大阪府西區江戶堀（今大阪府大阪市西區江戶堀）人，外務政務次官、内閣書記官長。
他是自认为东洋塞西尔·罗兹的帝国主义者，他和军部关系密切，对日本侵略中国起到了重要作用。

## 生平
1882年（明治16年）2月28日他出生于大阪府大阪市西区江户掘。他的父亲是判事、大阪市議会議長森作太郎。从慶應義塾幼稚舎毕業后，他因成績不良以及素行不良而未能进入慶應義塾普通部，遂返回家乡大阪。此後，他从東京商工中学校毕業。明治34年（1901年），他参加東京高等商業学校入学考试，但不合格。
森恪之父的老友山本条太郎时任三井物産上海支店長（後来山本条太郎曾历任立憲政友会幹事長、南满铁路总裁），森恪遂通过山本条太郎的关系到中国任上海支店修業生。在任上海支店社員時期，他学习了中国话（北京话、广東话）、英語。日俄战争中，他作为民间人士发现了东海上的俄国波罗的海舰队的踪迹，遂打电报报告日本方面，为日本取得日本海海战的勝利作出了贡献。辛亥革命期间，他通过斡旋，资助孫文获得革命資金。大正3年（1914年）他任三井物産天津支店長。大正5年（1916年）他和上仲尚明共同获得塔连煤矿矿業权。大正6年（1917年）他兴办了東洋炭矿、小田原紡績、東洋藍業、東洋製鉄等实业，成为实业家。
大正7年（1918年），他加入立憲政友会，进入政界，为该党提供大量献金（推定5万日圓）。大正9年（1920年）他从三井物産退出，被政友会推为神奈川県第7区（足柄上郡・足柄下郡）第14回衆議院議員总選举候选人，当選议员。由于選举投入了大量資金，围绕着资金的出处酿成了所谓「满铁事件」的疑案。由于疑惑未能解开，他在第15回衆議院議員总選举中落選。任议员期间，大正12年（1923年）他任政友会院内幹事。1925年，栃木县選出的议员横田千之助去世，他继承了横田的地盘，在補選中当選，重新回到众议院。昭和2年（1927年）他任田中義一内閣的外務政務次官。虽然当选2次政務次官是破例的事，党内反对声四起，不过由于院外团体的支持以及横田千之助是田中义一从陆军进入政界的主要推手，他仍成功连任外務政務次官。因为田中義一首相兼任外務大臣，所以森恪虽然担任外務政務次官但事实上行使着外相职能。任内他推进了田中政权对中国的強硬外交，为山東出兵、東方会議召开而奔走。他还与策划満蒙从中国本土分離、皇姑屯事件有关。
田中内閣总辞職后，昭和4年（1929年）他就任政友会幹事長。围绕伦敦海军条约，昭和6年（1931年）2月，他攻击临时代理首相的幣原喜重郎外相，动摇了浜口内閣。经过第2次若槻内閣，同年12月13日政友会的犬養内閣成立，他任内閣書記官長。可是，以同军部的关系作为政治基础的森恪和身为纯粹的政党政治家的犬养毅围绕大陆政策产生对立。森恪向犬养毅提出内阁改组，不过未能获得同意，遂提交辞呈，未被批准。昭和7年5月15日的五一五事件中，据说他露出了会心一笑。昭和7年（1932年）12月11日，他因老毛病哮喘并发肺炎，在鎌倉海浜饭店在十河信二及鳩山一郎的看护中死去。终年50岁。

## 脚注
1. ↑  明治16年2月28日是户籍上的誕生日，实際誕生日是前年即明治15年12月28日。